# Plastic Hearts
Plastic Hearts é o sétimo álbum de estúdio da cantora estadunidense Miley Cyrus, lançado em 27 de novembro de 2020 pela RCA Records. É o primeiro álbum de Cyrus desde Younger Now (2017) e o primeiro lançamento desde She Is Coming (2019). O álbum foi originalmente intitulado She Is Miley Cyrus e estava previsto para ser lançado ainda em 2019; no entanto, o divórcio de Cyrus com Liam Hemsworth, sua cirurgia nas cordas vocais e a pandemia de COVID-19 acabaram interferindo seu lançamento, sendo então cancelado e totalmente retrabalhado.
O álbum é o primeiro material da artista focado nos gêneros rock e synth-pop, marcando um contraste se comparado com os trabalhos anteriores de Cyrus, onde era predominante o estilo musical voltado para o pop e hip hop; conta também com influências do country, pop punk, new wave, arena rock, industrial, disco, power pop e glam rock. Para a realização do projeto, Cyrus colaborou com Andrew Watt, Louis Bell, Mark Ronson e Andrew Wyatt e contém participações dos artistas musicais Billy Idol, Joan Jett, Dua Lipa e Stevie Nicks.
Plastic Hearts foi recebido positivamente pelos críticos de música, que apreciaram o gênero principal do álbum, sendo considerado por diversas publicações como o melhor trabalho da artista até o momento. Comercialmente, streou na segunda posição da Billboard 200 e diretamente no topo da Billboard Top Rock Albums, ambas tabelas dos Estados Unidos, vendendo em sua primeira semana 60.000 unidades equivalente ao álbum. O álbum também atingiu um desempenho dentro do top 5 nas tabelas da Áustrália, Nova Zelândia, Irlanda, Espanha e o Reino Unido. Para ajudar na divulgação do álbum, "Midnight Sky" foi lançada como o primeiro single do Plastic Hearts em 14 de agosto de 2020. A faixa recebeu aclamação dos críticos e atingiu a posição #14 na Billboard Hot 100 (EUA) e o primeiro lançamento solo da artista desde "Wrecking Ball" (2013) a atingir o top 5 na tabela oficial do Reino Unido. "Prisoner" com participação da cantora inglesa Dua Lipa foi lançada como segundo single do álbum em 19 de novembro de 2020.

## Antecedentes e produção
"[Younger Now] foi obviamente uma influência com uma pegada mais country, mas eu realmente continuo amando a música pop e eu amo músicas que possam ser usadas em casas noturnas."

—Cyrus sobre sua mudança na direção musical desde Younger Now (2017).
Cyrus se distanciou da cultura convencional do hip hop em que esteve envolvida quando trabalhou em seus álbuns Bangerz (2013) e Miley Cyrus & Her Dead Petz (2015), e esteve mais "fixada" nos elementos de música country enquanto preparava seu sexto álbum de estúdio Younger Now (2017). O álbum foi lançado em 29 de setembro de 2017 com um fraco desempenho comercial e nas críticas, recebendo uma pontuação média de 58 de 100 no Metacritic, e atingiu a posição de número 5 na Billboard 200 (EUA) vendendo na sua primeira semana 33.000 cópias e 45.000 unidades equivalente ao álbum no total. O primeiro single "Malibu" se tornou o seu nono top 10 na Billboard Hot 100 (EUA), enquanto a faixa título atingiu a posição de número 79. Um mês depois do lançamento do álbum, Cyrus confirmou que não lançaria mais nenhum single em promoção ao álbum e que não entraria em turnê para divulgar o mesmo.
Duas semanas antes do Younger Now ser lançado, Cyrus alegou que ela estava começando a trabalhar num novo projeto e que "duas de suas canções mais profundas estariam nele"; no entanto, ela mais tarde disse que começou a trabalhar no novo álbum no início de 2018. Desde que sua produção se iniciou em 2018, Cyrus já trabalhou com inúmeros artistas no projeto incluindo Alma, Mark Ronson, Max Martin, Mike Will Made It, The Neptunes, Andrew Wyatt, Billy Idol, Ryan Tedder, Andrew Watt e Ali Tamposi. Cyrus e Ronson lançaram em novembro a canção "Nothing Breaks Like a Heart" como o primeiro single do quinto álbum de estúdio de Ronson Late Night Feelings (2019), com Cyrus a descrevendo como uma "boa e forte introdução" do que está por vir em seu futuro álbum. Em dezembro, Cyrus reconheceu que a direção musical do Younger Now "não era exatamente a origem [para ela]" e creditou Ronson por "ajudá-la a moldar o seu som, onde ela poderia fazer tudo o que desejava conseguindo um resultado mais moderno." Cyrus citou Britney Spears, Metallica e Trent Reznor como as principais influências musicais do projeto.

## Lançamento
"Meu álbum se chama She Is Miley Cyrus. 'Ela' não representa um gênero. 'Ela' não é apenas uma mulher. 'Ela' não se refere a uma vagina. 'Ela' é uma força da natureza. 'Ela' é poder. 'Ela' pode ser aquilo que você quiser, portanto, 'ela' é tudo [...]"

Cyrus descrevendo o significado do álbum para Elle.
Cyrus deletou todas as publicações de sua conta no Instagram em julho de 2018 e ficou ausente de suas redes sociais até o mês de novembro, quando ela retornou para anunciar sua colaboração com Ranson e que está trabalhando em seu próximo álbum. Durante a promoção de "Nothing Breaks Like a Heart", Cyrus e Ronson disseram para Matt Wilkinson do Beats 1 que seus álbuns estavam "80% prontos", e os planos de Cyrus de lançar o seu projeto em junho de 2019.
Cyrus realizou uma sessão privada de audição para executivos do iHeartRadio ao anunciar a conclusão do álbum em maio. Em 9 de maio, Cyrus anunciou em suas redes sociais que iria lançar novo material musical em 30 do mesmo mês, e mais tarde revelou que a direção que tomou nas músicas poderia ser "inconvencional". Em 31 de maio, Cyrus anunciou que seu álbum se chamaria She Is Miley Cyrus, e que o mesmo seria precedido por três extended plays, cada um com 6 canções: She Is Coming em 31 de maio, She Is Here com lançamento previsto para o verão, e She Is Everything para o outono. Cyrus descreveu os EPs como "diferentes capítulos de uma trilogia" que juntos formariam um álbum completo. O alinhamento de faixas dos projetos provavelmente seria "sazonal"; ela relatou She Is Coming como um "desejo de leveza e aconchego" do verão, e She Is Here e She Is Everything como "mais frio e um pouco obscuro", devido aos seus lançamentos próximo ao outono. She Is Here foi inspirado em canções já lançadas por Cyrus atualmente, enquanto She Is Everything era pra ser voltado mais para canções baladas. Ela mais tarde explicou que o pronome "she" (ela) no título do álbum descreve a "versão mais confiante dela mesma."
Cyrus continuou trabalhando no álbum após se separar de Liam Hemsworth em agosto. No mês seguinte, foi reportado que Cyrus  não havia se decidido entre continuar atualizando o álbum já existente que estava completo antes do divórcio, ou cancelar o álbum e começar tudo do zero. Em 20 de outubro foi especulado na conta do Instagram de Cyrus que a data de lançamento do álbum completo foi agendado para 23 de novembro de 2019, aniversário da cantora. Em 3 de novembro, Ronson declarou que suas colaborações com Cyrus foram provisoriamente planejadas para serem lançadas antes do fim daquele ano. Contudo, em 9 de novembro, foi reportado que lançamento de novas músicas da Cyrus foi adiado até início de 2020 devido a cirurgia nas cordas vocais que a cantora teve que se submeter, no início daquele mês.
No ano novo de 2020, Cyrus disponibilizou um vídeo apresentando momentos da última década e anunciando que "a nova era se inicia agora". Durante uma entrevista com o DJ Smallzy em 4 de março, ela afirmou que "[ela está] chegando muito perto [e está] sentindo a necessidade" de lançar algo novo, e em 4 de agosto publicou um clipe do vídeo musical da canção "Start All Over" do álbum Meet Miley Cyrus (2007) com as hashtags "#sheiscoming" e "#butforrealthistime". Com o lançamento do single "Midnight Sky" em 14 de agosto, Cyrus confirmou o cancelamento dos EPs She Is Here e She Is Everything, citando que "esse ano tem sido extremamente inesperado e eu acho que não faz nenhum sentido para mim, eu continuar insistindo nesses dois projetos." Ela também afirmou que não tem planos de lançar um projeto completo tão cedo porque "quando você compõe um álbum, na maior parte do tempo, você está escrevendo experiências próprias, e então quando o álbum é lançado, você basicamente já superou tais experiências", tendo assim, vontade de lançar singles autônomos pois "permite que você converse com seus fãs em 'tempo real'". Desde então, ela confirmou que vai esperar até que possa fazer uma turnê novamente para lançar o projeto, no entando, foi reportado pela Official Charts Company que o lançamento do álbum ocorreria em novembro de 2020. Em 23 de outubro, Cyrus anunciou o novo título do álbum como Plastic Hearts e que seria lançado em 27 de novembro; ficou disponível para pré-venda no mesmo dia.

## Música e letras
Plastic Hearts se inicia com "WTF Do I Know" que foi descrita pela British Vogue como "um rock galopante que lembra o ritmo lento-acelerado de The Strokes com um toque de glam rock", com People descrevendo a sua letra como "Cyrus cantando sobre a incerteza da vida e é um aceno claro para Hemsworth, de quem ela se separou no ano passado." Cyrus afirmou que a canção "não é como eu me sinto a cada segundo do dia, é como eu me senti apenas por um momento." A faixa-título "Plastic Hearts" "opta por um sabor de rock mais árcido, lentamente florescendo de uma introdução de piano e percussão." "Angels Like You", a terceira faixa do álbum, foi comparada pela British Vogue com o single de 2013 de Cyrus "Wrecking Ball", onde "Cyrus desliza entre o seu desgosto fragilizado (nos versos 'Won't call me by name, only baby'), até um rugido enérgico desafiador no forte coro ('I know that you're wrong for me, gonna wish we never met on the day I leave')", enquanto a Cosmopolitan referiu o relacionamento de 2019 entre Cyrus e Kaitlynn Carter como inspiração para a composição da canção. O segundo single "Prisoner" foi descrita pela NME como um "hino melancólico" e "uma declaração de independência glamurosa". O tema de independência foi compartilhado também em "Midnight Sky", em que Cyrus se diz estar "recuperando sua narrativa" e se tornando confiante em si mesma.
A oitava faixa, "High", co-produzida por Mark Ronson, "canaliza o rústica, podendo ser cantada em volta de uma fogueira assim como poderia estar presenta na trilha sonora A Star Is Born", enquanto "Never Be Me" foi comparada pela British Vogue com as baladas dos anos 1980, "sobre um forte sintetizador borbulhante, Cyrus expõe o que ela fará e o que não fará em relação a novos relacionamentos, então o verso 'If you're looking for faithful, that'll never be me' logo se transforma num clímax de partir o coração, 'If you think that I'm someone to give up and leave, that'll never be me' A faixa que encerra o álbum, "Golden G String", de acordo com a própria Cyrus, é um "reflexo de Donald Trump como presidente e os homens que comandam tudo.

## Capa
A capa para Plastic Hearts foi fotografada por Mick Rock, que é fortemente conhecido por seu trabalho com artistas musicais como Joan Jett e Debbie Harry. Na arte da capa colorida de edição limitada, Cyrus é fotografada com o cabelo loiro, vestindo uma camisa preta e branca sem mangas com a palavra "censored" em sua estampa, portando acessório de ouro. Na versão padrão e digital do álbum, é usada a mesma arte porém é utilizado um filtro rosa na imagem, enquanto outra versão limitada do álbum presente na loja do website de Cyrus, a arte está em preto-e-branco.

## Promoção
Cyrus foi entrevistada por Zane Lowe para a Apple Music 1, que foi ao ar em 23 de novembro de 2020. Cyrus publicou prévias do álbum no serviço de mídia TikTok na sequência Watermarked em 26 de novembro, e também fez uma participação no concerto online Studio 2054 da cantora Dua Lipa, que foi ao ar em 27 de novembro. A artista também se apresentou no primeiro episódio da série de concertos ao vivo online da Holiday Plays no Amazon Music em 1 de dezembro. Em 13 de dezembro, ela concedeu uma entrevista ao Fantástico.

### Singles
Plastic Hearts ficou disponível para pré-venda com três canções estando disponíveis para download, o primeiro single "Midnight Sky", e os covers das canções "Heart of Glass" e "Zombie" que foram os lançamentos promocionais do projeto. "Edge of Midnight (Midnight Sky Remix)", uma mesclagem de "Midnight Sky" e "Edge of Seventeen" de Stevie Nicks foi lançada como o terceiro single promocional do álbum em 6 de novembro de 2020, e lançada nas rádios italianas em 9 de novembro. "Prisoner" com participação de Dua Lipa foi lançada como segundo single oficial do álbum em 19 de novembro. Um vídeo musical para a faixa foi lançado no mesmo dia.
Um vídeo musical para a faixa "Angels Like You" foi lançado em 8 de março de 2021. Foi dirigido por Alana O'Herlihy e pela prória artista, contém filmagens tiradas da performance de Cyrus antes do jogo no Super Bowl em 7 de fevereiro de 2021. Em 12 de março, a canção teve seu lançamento nas rádios australianas, e no dia seguinte nas rádios britânicas, servindo como o terceiro single do álbum.

## Análise da crítica
| Críticas profissionais | Críticas profissionais |
| Pontuações agregadas   | Pontuações agregadas   |
| Fonte                  | Avaliação              |
| ---------------------- | ---------------------- |
| AnyDecentMusic?        | 7.1/10                 |
| Metacritic             | 75/100                 |
| Avaliações da crítica  |                        |
| Fonte                  | Avaliação              |
| AllMusic               | [ 71 ]                 |
| Clash Music            | 8/10                   |
| The Guardian           | [ 73 ]                 |
| The Independent        | [ 1 ]                  |
| The Line of Best Fit   | 8/10                   |
| musicOMH               | [ 75 ]                 |
| NME                    | [ 76 ]                 |
| Pitchfork              | 6.4/10                 |
| The Daily Telegraph    | [ 78 ]                 |
| Rolling Stone          | [ 79 ]                 |

Plastic Hearts foi recebido positivamente pelos críticos de música. No Metacritic, que atribui uma classificação normalizada de 100 a críticas de publicações populares, o álbum recebeu uma média ponderada de 75, com base em 22 opiniões, o que indica "análises geralmente positivas", se tornando o álbum da artista mais vem avaliado. Já o agregador AnyDecentMusic? deu nota 7.1 de 10, com base em uma avaliação do consenso crítico.
Katie Tymochenko da Exclaim! classificou o Plastic Hearts como "a porta de entrada de Cyrus para o mundo do rock", mas afirmou que "embora ela tenha provado ser um camaleão musical ao longo de todos os aspectos de sua carreira, Cyrus ainda segue com o pop que a acompanha desde o começo." El Hunt da NME disse que Cyrus estava refletindo sua personagem Ashley O de Black Mirror em sua transição de estrela pop adolescente para estrela de rock, e elogiou as "tendências glam-rock" de "Prisoner" e a "corrente industrial" de "Gimme What I Want". Elly Watson da DIY elogiou a nova direção musical da artista dizendo "No geral, a sétima era de Miley parece ser a que mais se adequa a ela". Bella Fleming do The Line of Best Fit também elogiou a nova independência e paixão de Cyrus, dizendo "com o Plastic Hearts, vem um álbum maravilhoso sobre a vida de uma mulher ferozmente independente. Cyrus encontrou o equilíbrio perfeito de ultrapassar seus próprios limites musicais, provando que ela é um dos nomes mais fortes e corajosos no constante turbilhão de celebridades."
Em sua revisão para o álbum no AllMusic, Heather Phares alegou que o álbum é "apaixonante e autoconsciente" e que isso é "facilmente a melhor encarnação da música de Cyrus até agora."

### Listas de fim de ano
| Publicação    | Lista                                           | Pos. | Ref.   |
| ------------- | ----------------------------------------------- | ---- | ------ |
| Idolator      | Os 70 Melhores Álbuns Pop de 2020               | 21   | [ 82 ] |
| Metro         | Os Melhores Álbuns de 2020                      | —    | [ 83 ] |
| NME           | Os 50 Melhores Álbuns de 2020                   | 32   | [ 84 ] |
| NYLON         | Top Álbuns de 2020                              | —    | [ 85 ] |
| People        | Top 10 Álbuns de 2020                           | 6    | [ 86 ] |
| PopBuzz       | Os 20 Melhores Álbuns de 2020                   | 4    | [ 87 ] |
| Rolling Stone | Os 50 Melhores Álbuns de 2020                   | 23   | [ 88 ] |
| Rolling Stone | Os 20 Melhores Álbuns de 2020 por Rob Sheffield | 14   | [ 89 ] |
| Us Weekly     | Os 10 Melhores Álbuns de 2020                   | 10   | [ 90 ] |
| Wonderland    | Os Melhores Álbuns de 2020                      | —    | [ 91 ] |

## Desempenho comercial
Nos Estados Unidos, cópias físicas de Plastic Hearts não estavam disponíveis na data de lançamento devido às limitações de estoque de álbuns físicos dos principais varejistas em antecipação à Black Friday, em que a data de lançamento foi próximo. Cyrus respondeu que ela e sua equipe não foram informadas dessas interrupções de distribuição esperadas ao selecionar "a data sugerida [27 de novembro]" e estava "tão frustrada" quanto seus fãs. No entanto, o álbum conseguiu estrear na segunda posição na tabela Billboard 200 no país, vendendo 60.000 unidades equivalente ao álbum, fazendo do álbum a nona estreia da artista dentro do top 5 na tabela, e também seu melhor desempenho desde o lançamento de Bangerz (2013). Cyrus se tornou a cantora deste século com o maior número de álbuns na Billboard 200. Adicionalmente, o álbum se tornou o primeiro de Cyrus a estrear e atingir o topo da tabela Top Rock Albums (Billboard), com sete das faixas entrando na tabela Hot Rock & Alternative Songs.
No Reino Unido, o álbum estreou na quarta posição na UK Albums Chart, vendendo 15.318 unidades em sua primeira semana. No Canadá, o álbum fez sua entrada diretamente no topo da Canadian Albums Chart, sendo este o terceiro álbum da artista a conseguir tal feito e o seu nono estreando no top 10.

## Alinhamento de faixas
| Plastic Hearts — Edição Padrão |                                   | |                                             |         |  |
| N.º                            | Título                            | Compositor(es)                                                                                               | Produtor(es)                                | Duração |  |
| 1.                             | "WTF Do I Know"                   | Miley Cyrus Ryan Tedder Alexandra Tamposi Andrew Wotman Louis Bell                                           | Watt Bell                                   | 2:51    |  |
| 2.                             | "Plastic Hearts"                  | Cyrus Tedder Tamposi Wotman Bell                                                                             | Watt Bell                                   | 3:25    |  |
| 3.                             | "Angels Like You"                 | Cyrus Tedder Tamposi Wotman Bell                                                                             | Watt Bell                                   | 3:16    |  |
| 4.                             | "Prisoner" (com Dua Lipa)         | Cyrus Dua Lipa Tamposi Michael Pollack Wotman Stefan Johnson Jordan K. Johnson Marcus Lomax Jonathan Bellion | Watt The Monsters & Strangerz Bellion [a]   | 2:49    |  |
| 5.                             | "Gimme What I Want"               | Cyrus Majid Al-Maskati Tamposi Wotman Bell                                                                   | Watt Bell                                   | 2:31    |  |
| 6.                             | "Night Crawling" (com Billy Idol) | Cyrus Billy Idol Tedder Pollack Tamposi Wotman Nathan Perez Taylor Hawkins                                   | Watt Happy Perez                            | 3:09    |  |
| 7.                             | "Midnight Sky"                    | Cyrus Ilsey Juber Bellion Tamposi Wotman Bell                                                                | Watt Bell                                   | 3:43    |  |
| 8.                             | "High"                            | Cyrus Jennifer Decilveo Caitlyn Smith                                                                        | Mark Ronson Take a Daytrip Andrew Wyatt     | 3:16    |  |
| 9.                             | "Hate Me"                         | Cyrus Tamposi Wotman Bell                                                                                    | Watt Bell                                   | 2:37    |  |
| 10.                            | "Bad Karma" (com Joan Jett)       | Cyrus Juber                                                                                                  | Ronson Kenny Laguna [a] Picard Brothers [a] | 3:08    |  |
| 11.                            | "Never Be Me"                     | Cyrus Juber Ronson                                                                                           | Ronson Brandon Bost [a]                     | 3:35    |  |
| 12.                            | "Golden G String"                 | Cyrus Andrew Wyatt                                                                                           | Wyatt Emile Haynie                          | 3:55    |  |
| Duração total:                 | Duração total:                    | Duração total:                                                                                               | Duração total:                              | 38:15   |  |

| Plastic Hearts — Edição Digital |                                                            |                                                         |                |         |  |
| N.º                             | Título                                                     | Compositor(es)                                          | Produtor(es)   | Duração |  |
| 13.                             | "Edge of Midnight (Midnight Sky Remix)" (com Stevie Nicks) | Tamposi Wotman Juber Bellion Bell Cyrus Stephanie Nicks | Watt Bell      | 3:40    |  |
| 14.                             | "Heart of Glass" (ao vivo no iHeart Festival)              | Chris Stein Deborah Harry                               | Stacy Jones    | 3:33    |  |
| 15.                             | "Zombie" (ao vivo no NIVA Save Our Stage Festival)         | Dolores O'Riordan                                       | Jones          | 4:50    |  |
| Duração total:                  | Duração total:                                             | Duração total:                                          | Duração total: | 50:18   |  |

| Plastic Hearts — Apple Music Backyard Sessions Edition |                                       |                                       |                |         |  |
| N.º                                                    | Título                                | Compositor(es)                        | Produtor(es)   | Duração |  |
| 16.                                                    | "High" (Backyard Sessions)            | Cyrus Decilveo Smith                  | Ronson         | 3:18    |  |
| 17.                                                    | "Plastic Hearts" (Backyard Sessions)  | Cyrus OneRepublic Tamposi Wotman Bell | Watt Bell      | 3:22    |  |
| 18.                                                    | "Golden G String" (Backyard Sessions) | Cyrus Wyatt                           | Wyatt          | 3:53    |  |
| 19.                                                    | "Angels Like You" (Backyard Sessions) | Cyrus OneRepublic Tamposi Wotman Bell | Watt Bell      | 3:17    |  |
| Duração total:                                         | Duração total:                        | Duração total:                        | Duração total: | 64:08   |  |

| Plastic Hearts — Edição Japonesa |                                                  |                                                 |         |  |
| N.º                              | Título                                           | Compositor(es)                                  | Duração |  |
| 16.                              | "Who Owns My Heart" (ao vivo no iHeart Festival) | Cyrus Antonina Armato Tim James Devrim Karaoglu | 4:16    |  |
| Duração total:                   | Duração total:                                   | Duração total:                                  | 54:37   |  |

Notas
- ↑[a]  denota produtores adicionais ou produção adicional.
- "Prisoner" contém uma interpolação de "Physical" (1981) da artista musical Olivia Newton-John.[102]

## Créditos
Créditos adaptados do Tidal.
Musicistas
- Miley Cyrus – vocais principais, vocais de apoio
- Andrew Watt – vocais de apoio (1, 2, 4, 6, 7, 9), baixo (1–7, 9), bateria (1, 3–5, 7, 9), guitarra (1–7, 9, 15), percussão (1, 3, 9), teclado (2, 4–7), piano (3, 6, 9), programação (7)
- Louis Bell – teclado (1–3, 5, 7, 9), programação (1, 3, 5, 9), piano (2)
- Chad Smith – bateria e percussão (2)
- Will Malone – instrumento de cordas (3)
- Dua Lipa – vocais e vocais de apoio (4)
- Jon Bellion – vocais de apoio (4)
- Michael Pollack – vocais de apoio (4), teclado (6)
- The Monsters & Strangerz – vocais de apoio e teclado (4)
- Majid Jordan – vocais de apoio (5)
- Paul Lamalfa – programação (5)
- Ali Tamposi – vocais de apoio (6, 7)
- Billy Idol – vocais e vocais de apoio (6)
- Taylor Hawkins – bateria (6)
- Happy Perez – teclado e programação (6)
- Ilsey Juber – vocais de apoio (7)
- Jennifer Decilveo – guitarra acústica (8)
- Leo Abrahams – guitarras acústica e elétrica (8)
- Mark Ronson – teclado (8), percussão (8), programação (8), sintetizador (10, 11), guitarra (11)
- Take a Daytrip – teclado e programação (8)
- Riccardo Damian – programação (8)
- Andrew Wyatt – teclado (8), instrumento de cordas (12)
- Ben Lester – guitarra steel (8)
- Homer Steinweiss – bateria (10, 11)
- Angel Olsen – guitarra (10)
- The Picard Brothers – programação (10), sintetizador (10)
- John Carroll Kirby – sintetizador (10, 11)
- Brandon Bost – teclado (11), programação (11)
- Teo Halm – teclado (11)
- Justin Cantor – violoncelo (12)
- Emile Haynie – programação (12)
- Mario Gotoh – viola (12)
- Christina Liberis – violino (12)
- Marc Szammer – violino (12)
- Joe Ayoub – baixo (14)
- Stacy Jones – bateria (14, 15)
- Jamie Arentzen – guitarra (14, 15)
- Max Bernstein – guitarra (14)
- Mike Schmid – teclado (14, 15)
- Josh Moreau – baixo (15)
- Jaco Caraco – guitarra (15)

Técnico
- Mark "Spike" Stent – engenheiro de mixagem (1–3, 5, 6, 9)
- Serban Ghenea – engenheiro de mixagem (4, 7, 8, 12, 13)
- Tom Elmhirst – engenheiro de mixagem (10, 11)
- Brandon Bost – engenheiro de mixagem (11), engineer (10)
- Paul David Hager – engenheiro de mixagem (14, 15)
- Randy Merrill – engenheiro de masterização (1–12, 14, 15)
- Paul Lamalfa – engenheiro de masterização (13), engenheiro (1–6, 9), engenheiro de gravação (7, 13), engenheiro de vocal (10)
- Geoff Swan – engenheiro (1–3, 5, 6, 9)
- Louis Bell – engenheiro (1–3, 5, 9)
- Michael Freeman – engenheiro (1–3, 5, 6, 9)
- Andrew Dudman – engenheiro (3)
- Ryan Carline – engenheiro (3)
- John Hanes – engenheiro (4, 7, 12, 13), assistente de engenharia (8)
- Jacob Munk – engenheiro (10–12)
- Todd Monfalcone – engenheiro (10), assistente de engenharia (11)
- Andrew Wyatt – engenheiro (12), engenheiro de gravação (8)
- Riccardo Damian – engenheiro de gravação (8), engenheiro (10, 11)
- Lizzie Arnold – assistente de engenharia (8)
- Tileyard – assistente de engenharia (8)
- Matthew Scatchell – assistente de engenharia (10)
- Tyler Beans – assistente de engenharia (11)

## Desempenho nas tabelas musicais
| Tabela musical (2020–2021)            | Melhor posição |
| ------------------------------------- | -------------- |
| Alemanha (Offizielle Top 100)         | 15             |
| Argentina (CAPIF)                     | 15             |
| Austrália (ARIA)                      | 3              |
| Áustria (Ö3 Austria)                  | 8              |
| Bélgica (Ultratop de Flandres)        | 7              |
| Bélgica (Ultratop de Valônia)         | 19             |
| Canadá (Billboard)                    | 1              |
| Chéquia (ČNS IFPI)                    | 14             |
| Dinamarca (Hitlisten)                 | 16             |
| Escócia (Official Charts Company)     | 16             |
| Espanha (PROMUSICAE)                  | 4              |
| Estados Unidos (Billboard 200)        | 2              |
| EUA (Billboard Top Rock Albums)       | 1              |
| Finlândia (Suomen virallinen lista)   | 7              |
| França (SNEP)                         | 42             |
| Irlanda (IRMA)                        | 19             |
| Itália (FIMI)                         | 9              |
| Lituânia (AGATA)                      | 3              |
| Noruega (VG-lista)                    | 6              |
| Nova Zelândia (RMNZ)                  | 2              |
| Países Baixos (Album Top 100)         | 2              |
| Polônia (ZPAV)                        | 11             |
| Portugal (AFP)                        | 9              |
| Reino Unido (Official Charts Company) | 4              |
| Suécia (Sverigetopplistan)            | 12             |
| Suíça (Schweizer Hitparade)           | 4              |

## Certificações
| Região | Certificação | Unidades/vendas |
| --- | ------------ | --------------- |
| Brasil (PMB) | Ouro         | 20.000‡         |
| Nova Zelândia (RMNZ) | Ouro         | 7.500‡          |
| Polônia (ZPAV) | Ouro         | 10.000‡         |
| Reino Unido (BPI) | Ouro         | 60.000‡         |
| *vendas baseadas apenas na certificação ^distribuições baseadas apenas na certificação ‡vendas+valores de streaming baseados apenas na certificação |              |                 |

## Histórico de lançamentos
| Região | Data                   | Formato(s)                    | Grav. | Ref.            |
| ------ | ---------------------- | ----------------------------- | ----- | --------------- |
| Várias | 27 de novembro de 2020 | CD download digital streaming | RCA   | [ 133 ] [ 99 ]  |
| Japão  | 16 de dezembro de 2020 | CD                            | Sony  | [ 134 ] [ 101 ] |
| Várias | 23 de julho de 2021    | Disco de vinil                | RCA   | [ 135 ] [ 136 ] |